# Capacitat d'informació quàntica
En la teoria de la comunicació quàntica, la capacitat quàntica és la velocitat més alta a la qual es pot comunicar la informació quàntica en molts usos independents d'un canal quàntic sorollós d'un emissor a un receptor. També és igual a la velocitat més alta a la qual es pot generar entrellaçament a través del canal, i la comunicació clàssica no pot millorar-la. El teorema de la capacitat quàntica és important per a la teoria de la correcció d'errors quàntics, i més àmpliament per a la teoria de la computació quàntica. El teorema que dóna un límit inferior a la capacitat quàntica de qualsevol canal es coneix col·loquialment com a teorema de LSD, després dels autors Lloyd, Shor, i Devetak que ho van demostrar amb estàndards creixents de rigor.

## Hashing enllaçat per als canals de Pauli
El teorema de LSD estableix que la informació coherent d'un canal quàntic és una taxa assolible per a una comunicació quàntica fiable. Per a un canal Pauli, la informació coherent té una forma senzilla i la prova que és possible és també particularment senzilla. Nosaltres </link> demostra el teorema d'aquest cas especial aprofitant codis estabilitzadors aleatoris i corregint només els errors probables que produeix el canal.
Teorema (hashing bound). Hi ha un codi de correcció d'errors quàntics estabilitzador que aconsegueix el límit de hash {\displaystyle R=1-H\left(\mathbf {p} \right)} per a un canal Pauli de la forma següent: {\displaystyle \rho \mapsto p_{I}\rho +p_{X}X\rho X+p_{Y}Y\rho Y+p_{Z}Z\rho Z,} on {\displaystyle \mathbf {p} =\left(p_{I},p_{X},p_{Y},p_{Z}\right)} i {\displaystyle H\left(\mathbf {p} \right)} és l'entropia d'aquest vector de probabilitat.
Prova. Penseu en corregir només els errors típics. És a dir, considereu definir el conjunt típic d'errors de la següent manera: {\displaystyle T_{\delta }^{\mathbf {p} ^{n}}\equiv \left\{a^{n}:\left\vert -{\frac {1}{n}}\log _{2}\left(\Pr \left\{E_{a^{n}}\right\}\right)-H\left(\mathbf {p} \right)\right\vert \leq \delta \right\},} on {\displaystyle a^{n}} és una seqüència formada per les lletres {\displaystyle \left\{I,X,Y,Z\right\}} i {\displaystyle \Pr \left\{E_{a^{n}}\right\}} és la probabilitat que un canal IID Pauli emeti algun error de producte tensor {\displaystyle E_{a^{n}}\equiv E_{a_{1}}\otimes \cdots \otimes E_{a_{n}}}. Aquest conjunt típic consisteix en els errors probables en el sentit que
{\displaystyle \sum _{a^{n}\in T_{\delta }^{\mathbf {p} ^{n}}}\Pr \left\{E_{a^{n}}\right\}\geq 1-\epsilon ,}per a tots {\displaystyle \epsilon >0} i prou gran {\displaystyle n}. Les condicions de correcció d'errors per a un codi estabilitzador {\displaystyle {\mathcal {S}}} en aquest cas són això {\displaystyle \{E_{a^{n}}:a^{n}\in T_{\delta }^{\mathbf {p} ^{n}}\}} és un conjunt d'errors corregibles si
{\displaystyle E_{a^{n}}^{\dagger }E_{b^{n}}\notin N\left({\mathcal {S}}\right)\backslash {\mathcal {S}},} per a tots els parells d'errors {\displaystyle E_{a^{n}}} i {\displaystyle E_{b^{n}}} tal que {\displaystyle a^{n},b^{n}\in T_{\delta }^{\mathbf {p} ^{n}}} on {\displaystyle N({\mathcal {S}})} és el normalitzador de {\displaystyle {\mathcal {S}}}. A més, considerem l'expectativa de la probabilitat d'error sota una elecció aleatòria d'un codi estabilitzador.
{\displaystyle {\begin{aligned}\mathbb {E} _{\mathcal {S}}\left\{p_{e}\right\}&=\mathbb {E} _{\mathcal {S}}\left\{\sum _{a^{n}}\Pr \left\{E_{a^{n}}\right\}{\mathcal {I}}\left(E_{a^{n}}{\text{ is uncorrectable under }}{\mathcal {S}}\right)\right\}\\&\leq \mathbb {E} _{\mathcal {S}}\left\{\sum _{a^{n}\in T_{\delta }^{\mathbf {p} ^{n}}}\Pr \left\{E_{a^{n}}\right\}{\mathcal {I}}\left(E_{a^{n}}{\text{ is uncorrectable under }}{\mathcal {S}}\right)\right\}+\epsilon \\&=\sum _{a^{n}\in T_{\delta }^{\mathbf {p} ^{n}}}\Pr \left\{E_{a^{n}}\right\}\mathbb {E} _{\mathcal {S}}\left\{{\mathcal {I}}\left(E_{a^{n}}{\text{ is uncorrectable under }}{\mathcal {S}}\right)\right\}+\epsilon \\&=\sum _{a^{n}\in T_{\delta }^{\mathbf {p} ^{n}}}\Pr \left\{E_{a^{n}}\right\}\Pr _{\mathcal {S}}\left\{E_{a^{n}}{\text{ is uncorrectable under }}{\mathcal {S}}\right\}+\epsilon .\end{aligned}}}La primera igualtat segueix per definició:
{\displaystyle {\mathcal {I}}} és una funció indicadora igual a un si {\displaystyle E_{a^{n}}} és incorregible sota {\displaystyle {\mathcal {S}}} i igual a zero en cas contrari. La primera desigualtat segueix, ja que corregim només els errors típics perquè el conjunt d'errors atípics té una massa de probabilitat insignificant. La segona igualtat segueix intercanviant l'expectativa i la suma. La tercera igualtat segueix perquè l'expectativa d'una funció indicadora és la probabilitat que es produeixi l'esdeveniment que selecciona.